# Ли У Хван
Ли У Хван (кор. 이우환, яп. 李禹煥 （リ・ウーファン） Ри У:фан, в американских и европейских источниках встречаются написания Lee Ufan и Lee U-Fan, род. 1936 г. Корея) — корейский художник, скульптор и философ, основатель и лидер японского художественного движения Моно-ха ("Школа Вещей").
Ли У Хван известен своими минималистичными работами, акцентирующими внимание на процессе, материалах и экспериенциальном взаимодействии зрителя с произведением и пространством, а также критикой европейской феноменологии. Живёт и работает между Камакурой, Япония, и Парижем, Франция.
Большую часть своей профессиональной жизни Ли У Хван работал в Японии и был отмечен японским правительством наградой за "вклад в развитие современного искусства в Японии". Его эссе "Sonzai to mu wo koete Sekine Nobuo ron" (Преодолевая бытие и небытие – Тезис о Секине Нобуо) считается ключевым источником идей поствоенного японского художественного движения Моно-ха конца 1960-х – начала 1970-х годов. Его публикации, начиная с 1969 года, анализируют взаимодействие между художественными идеями Запада, в частности стран Западной Европы и Соединенных Штатов, и концепциями Восточной Азии.
Ли У Хван также внёс вклад в "Корейское монохромное искусство" (Dansaekjo Yesul), первое художественное движение Кореи XX века, активно продвигавшееся в Японии. В его работах преимущественно преобладает методология дезмодернизации как антидот к евроцентрическим взглядам японского общества поствоенного периода 1960-х годов.

## Образование и профессиональная деятельность
Ли У Хван родился в 1936 году в Хаман-гун, корейской провинции  Кёнсан-Намдо , и вырос в период японской колонизации Кореи. Воспитанный своими родителями и дедом-конфуцианцем, Ли впервые познакомился с изобразительным искусством через китайскую живопись и каллиграфию, которые изучал в детстве и позже, будучи студентом старших классов в Сеуле. В интервью 2015 года он заметил: "В то время в Корее и Японии существовала консервативная традиция домашнего обучения. Дисциплины включали живопись, каллиграфию и чтение китайских классиков. Все это было частью общей культуры цивилизованного человека. Занимаясь каллиграфией, мы учимся писать, рисуя и читая литературу, мы изучаем нашу культуру."
Ли утверждал, что всегда предпочитал литературе живопись и исследовал множество трудов по философии, культуре и искусству. Тем не менее, в 1956 году он начал изучать живопись в Колледже изящных искусств Сеульского национального университета, одном из самых престижных учебных заведений Кореи. Вскоре после поступления отец Ли попросил его отправиться с визитом к дяде в Японию, где тот предложил ему изучать литературу и философию в японском университете. Так, в 1956 году, после двух месяцев обучения в Сеульском национальном университете, Ли переехал в Йокогаму, Япония, где в 1961 году получил степень бакалавра по философии.
Параллельно с изучением философии, Ли начал заниматься живописью. Его работы, выполненные в сдержанном, традиционном японском стиле, умело избегали экспрессивной абстракции, в противовес популярному в то время японскому движению Гутай. Особенности его минималистского подхода, в частности внимание к структуре поверхности и интерес к корейскому стилю Дансэхва, стали идейной основой движения Mono-ha конца 1960-х – начала 1970-х годов. Первая персональная выставка Ли У Хвана состоялась в галерее Сато в Токио в марте 1967 года. Сразу за ней последовала масштабная выставка современной корейской живописи в Национальном музее современного искусства в Токио.
В 1969 году Ли У Хван опубликовал эссе "От объекта к бытию", в котором сформулировал свои философские взгляды на вопросы эстетики. Это эссе было признано одним из ключевых критических исследований, заложивших начало международного диалога о японском современном искусстве. В нем он впервые выразил свои стремления представить "мир таким, каков он есть"." Эта концепция также раскрывает идею "встречи", или момента, когда человек вступает во взаимоотношение с окружающим материальным миром. Говоря о создании и восприятии искусства, Ли настаивал на перераспределении взаимодействия между художником и зрителем. Вместо привычной схемы, где произведение искусства пассивно передает идею художника некоему пассивному зрителю, в философии Ли У Хвана произведение активизируется только при устойчивом взаимодействии зрителя с ним, а также с окружающими его материальными объектами и обстановкой. На следующий год после эссе "От объекта к бытию", Ли опубликовал сборник критических статей-манифестов под названием "В поисках встречи”, который был представлен на семинаре Mono-ha. Этот труд был так горячо воспринят молодыми японскими художниками, что вызвал так называемую "Лихорадку Ли У Хвана" в Корее.
Важную роль в формировании критического мышления Ли У Хвана играли труды Мишеля Фуко, которые были популярны среди японских интеллектуалов в конце 1960-х годов. В марте 1969 года Ли победил в конкурсе на лучшее эссе, организованном крупным японским издательством искусства "Бидзутсу Сюппандза". Позже, на девятой выставке современного искусства Японии, проходившей в Токийском музее искусства метрополии в мае того же года, он был удостоен приза за свою работу "Слова и вещи". Эта работа, состоявшая из трех гигантских листов бумаги, размещенных надповерхностью выставочного пространства, напрямую отсылала к "Словам и вещам" Фуко.
В 1960-х годах Ли У Хван начал преподавать в независимой художественной школе под названием "B-Semi" (Базовый Семинар Современного Искусства), которую возглавлял художник Кобаяши Акио. Особое внимание на своих уроках Ли уделял "действиям", а не "идеям", сосредотачивая внимание студентов на жестах, технике движения руки, давлении на бумагу или лепке глины, а также на динамике отношений к пространству (открытое/закрытое, публичное/частное). Ли также черпал вдохновение из работ бельгийского математика и философа Жана Ладриера, чьи феноменологические тенденции сочетались с другими философскими идеями Ли, включая теории Башо (места) и Му (ничто) Нисиды Китаро, а также с идеей «акцента на восприятии» Мерло-Понти.
В 1973 году Ли У Хван был назначен профессором Университета искусств Тама в Токио, где он преподавал до 2007 года. С тех пор Ли является эмерит-профессором Тамского университета искусств. Среди его знаменитых учеников – японский художник и фотограф Ёсио Итагаки (1989 - 1991 годы). 

## Моно-Ха
Во время своего пребывания в Японии, Ли У Хван активно участвовал в контркультурных акциях, сопровождавших движение "Anpo" в 1960-х годах. В конце 1960-х годов он стал известен как один из основателей и теоретических лидеров авангардистской группы Mono-ha. Профессиональный успех Ли У Хвана в Японии совпал с периодом 1970-х годов, который критики назвали "веком неопределенности". Ли описывает этот период как "гиперускоренную индустриализацию в Европе и Японии, студенческие протесты в Париже 1968 года и контркультурное движение в Нью-Йорке 1967-68 годов – как катализатор дискуссий о художественном производстве и творческом процессе".
Движение Моно-ха, пропагандирующее принцип художественного "невмешательства" при работе с готовыми объектами и минимизации авторского самовыражения в живописи, совпало с Arte Povera в Европе и минимализмом в США, став японской версией развития минимализма.
В своих теоретических принципах школа Моно-ха отвергала западные представления о самовыражении, сосредотачиваясь на взаимоотношениях материалов и чувственных восприятий, а не на экспрессивном выражении идей автора. В 1970 году в Национальном музее современного искусства в Токио состоялась выставка "Аспекты нового японского искусства", принесшая новую волну популярности движению Моно-ха и его лидерам: Ли У Хвану, Йошишиге Сайто, Суга Кишио и Харагучи Нориюки.

## Творчество
Ранние критические работы Ли У Хвана затрагивали фундаментальные вопросы живописи и скульптуры. Часто они исследовали произведение искусства в отрыве от личности художника, отдавая приоритет внутреннему ощущению при "встрече" с произведением, абстрагируясь от биографии художника и способов самовыражения.

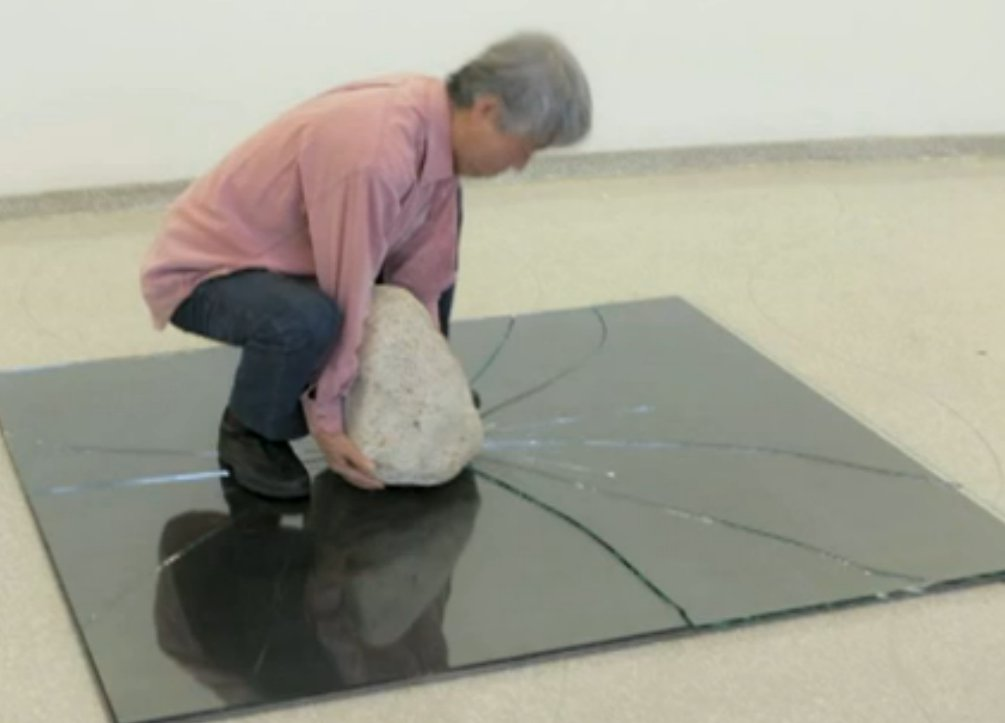
Момент размещения камня для инсталляции Relatum в Гуггенхайме, Нью-Йорк, 2011

В 1967 году Ли У Хван начал работу над серией инсталляций, которые изначально назывались "Феноменология и восприятие", прямо отсылая к "Феноменологии восприятия" Мориса Мерло-Понти. Работы представляли собой комбинации различных материалов разной степени прочности, включая камни, металлические листы, стеклянные плиты и хлопок. Начиная с 1972 года, Ли У Хван переименовал свои скульптурные работы в kankeikõ или "Relatum", сигнализируя о постоянном стремлении активизировать отношение между видимыми и невидимыми структурами. Процесс создания инсталляций в Relatum был так же важен, как и результат, и сочетал в себе элементы перформанса и философского концепта минимального вмешательства художника. В Relatum 1968 года Ли уронил камень с небольшой высоты на квадратное стекло, расположенное поверх стальной пластины. Позволив силе тяжести стать частью творческого процесса, он подчинил конечный результат случайности, дополнив стекло образовавшимся узором трещин, но вытеснив субъективный жест самого художника. Более поздние скульптуры Relatum представляют собой рассеянные композиции камней в сочетании с промышленными материалами, изображающие отдельный объект как принцип отношений между зрителем, материалом и окружающим пространством.
Знаменитые серии минималистичных полотен Ли У Хвана стали иллюстрированным продолжением его философских трудов – воплощением восточной дисциплины в жестовой живописи и отказом от эмоциональной спонтанности, свойственной западному абстрактному экспрессионизму. В процессе создания живописных работ Ли У Хван часто размещал холст на земле, избегая непреднамеренных подтеков краски и превращая процесс создания в вызов для дисциплины тела.

Работа из серии "From Line", 1978

Серия минималистичной живописи Ли У Хвана началась с ранних циклов работ "From Point" (От Точки) и "From Line" (От Линии), впервые представленных в 1973 году в Токийской галерее под руководством Ямамото Такаши. В процессе создания работ художник смешивал молотый минеральный пигмент с клеем для создания монохромного красителя и наносил каждый мазок кисти медленным, контролируемым жестом в несколько слоев. На месте первого контакта с холстом густая краска ложилась толстым слоем, образуя "гребень", который постепенно, по мере расходования краски, становился светлее. Анализируя эти работы, критик Фудзиеда Тэруо утверждал, что их значимость заключается в символике "действия и процесса". Японский критик Минемура Тошиаки заявлял, что картины Ли У Хвана должны рассматриваться как “изображение потока времени, а не как записи пространственного расположения, где изображения не так важны, как само движение”. Ли продолжил работу над минималистичными циклами в серии картин "Correspondence" с 1991 года и "Dialogue" с 2006 года (продолжающаяся серия).

## Выставки
После первой персональной выставки в Японии в 1967 году, Ли У Хван был приглашен Манфредом Шнеккенбургером участвовать в Documenta VI (1977) в Касселе, Германия. В 1969 и 1973 годах он представлял Корею на Биеннале в Сан-Паулу. В 1971 году он был избран одним из представителей Кореи на Парижской биеннале, где представил работу "Relatum".
Работы Ли У Хвана были включены в выставку 1992 года в Tate Liverpool под названием "Working With Nature: Traditional Thought in Contemporary Art from Korea", ставшую первым крупным обзором корейского искусства в Великобритании. В 1997 году состоялась персональная выставка Ли У Хвана в Jeu de Paume в Париже, а в 2001 году в Художественном музее Бонна прошла крупная ретроспектива его работ.
Крупные выставки живописи и скульптуры Ли У Хвана проходили в Музее искусства в Йокогаме в 2005 году и в Музее современного искусства в Сент-Этьене во Франции в декабре 2005 года. Однако именно выставка "Резонанс" Ли У Хвана в Палаццо Палумбо Фоссати во время Венецианской биеннале 2007 года принесла ему мировую славу и признание критиков.
В 2011 году в Музее Гуггенхайма в Нью-Йорке состоялась выставка "Ли У Хван: Маркировка Бесконечности", организованная куратором Александрой Манроу. Ретроспектива объединила свыше 90 работ, с 1960-х до 2010-х годов. Это была первая крупная ретроспективная выставка художника в Соединенных Штатах.
В 2014 году Ли У Хван стал седьмым приглашенным художником, выбранным для программы современного искусства дворца Версаля, после Джеффа Кунса в 2008 году, Ксавье Вейляна в 2009 году, Такаши Мураками в 2010 году, Бернара Вене в 2011 году, Жоаны Васконселос в 2012 году и Джузеппе Пеноне в 2013 году.
В 2019 году он стал первым художником, оформившим площадь перед музеем Хиршхорн в Вашингтоне. Выставка под названием "Ли У Хван: Открытое измерение" включала в себя 10 скульптур из серии Relatum, созданных специально для музея и дополняющих его цилиндрический дизайн и ландшафт знаменитого скульптурного сада.

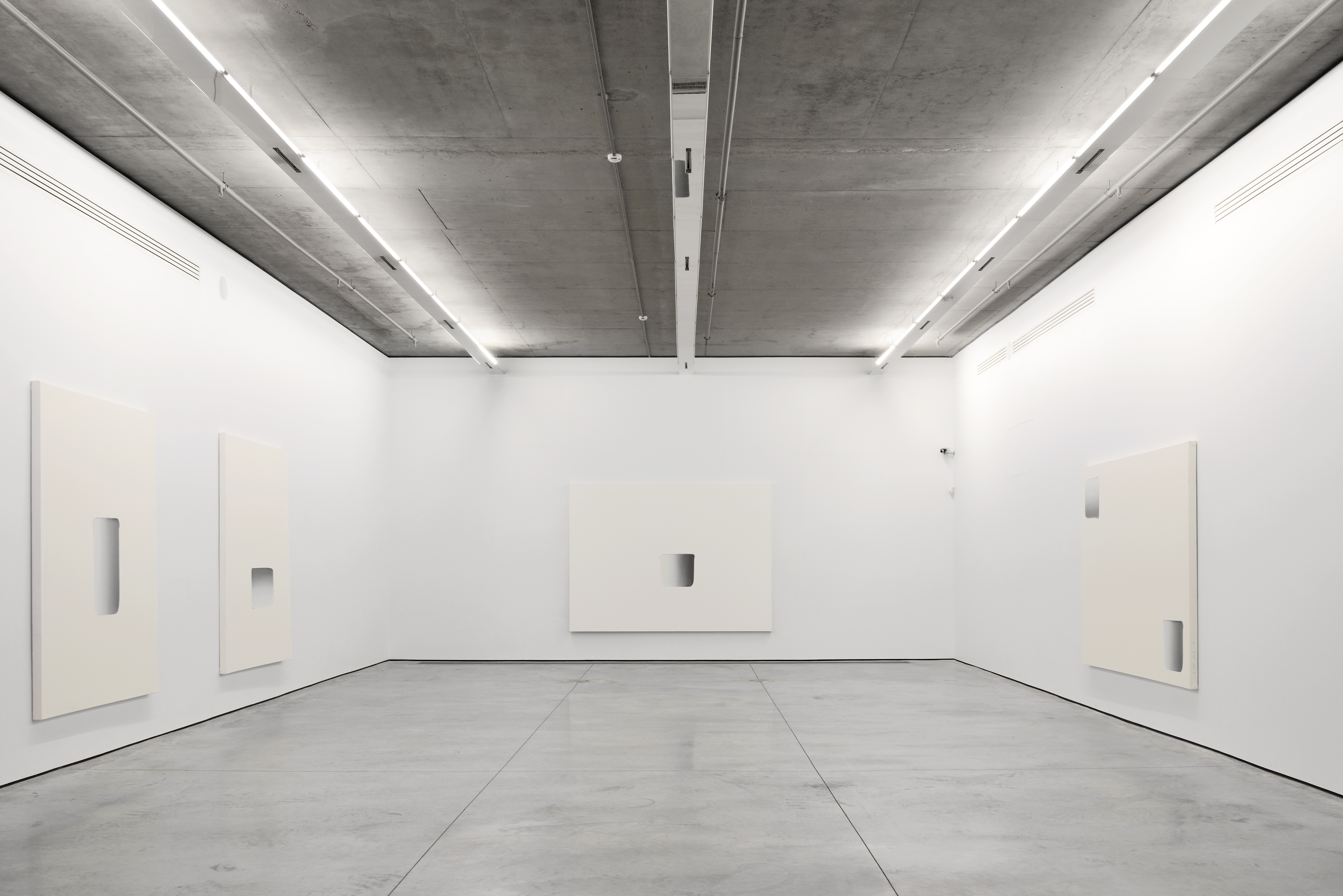
Выставка Ли У Хвана в Галерее Гари Татинцяна в 2014/15 гг.

В 2023 году в Музее современности Hamburger Bahnhof в Берлине была представлена первая масштабная ретроспектива художника Ли У Хвана в Германии. Выставка включила в себя наиболее значимые произведения из серий "From Point", "From Line", "Dialogue" и "Relatum", представленные в диалоге с уникальной работой Рембрандта "Автопортрет в вельветовом берете", 1634 года.
В Москве работы художника были представлены на персональной выставке в Галерее Гари Татинцяна в 2014/15. В 2016 году в Большом дворе Зимнего дворца Эрмитажа был представлен проект художника "Трость титана".

## Коллекции и награды
Работы Ли У Хвана представлены в крупнейших музейных коллекциях по всему миру, включая Музей современного искусства MoMA в Нью-Йорке; Музей Гуггенхайма в Нью-Йорке; Центр Помпиду в Париже; Галерею Тейт в Лондоне; Музей Крёллера-Мюллера в Оттерло, Голландия; Национальные музеи современного искусства в Токио, Киото и Осаке; Музей современного искусства в Йокогаме и Национальный музей современного искусства в Сеуле. Его работы находятся в постоянной коллекции Музея современного искусства города Хиросима и Парка Скульпур Фредерика Мейера в штате Мичиган, США.

В 1997 году Ли У Хван был приглашен на должность преподавателя в Высшую национальную школу изящных искусств в Париже. Он получил Премию ЮНЕСКО на Шанхайской биеннале в 2000 году; Премию Хо-Ам от Фонда Samsung в Корее в 2001 году; и 13-ю Императорскую Премию (Praemium Imperiale) в номинации живопись в 2001 году. Среди прочих наград – Орден Восходящего солнца, Золотые лучи с Розеттой в 2009 году, Орден Почетного Легиона в 2007 году и Орден за Заслуги в Культуре (Золотая корона) в Южной Корее в 2013 году. В 2010 году на острове Наошима, Япония, открылся Музей Ли У Хвана, построенный по проекту архитектора Тадао Андо. В 2022 году музей Ли У Хвана был открыт в Арле, Франция.

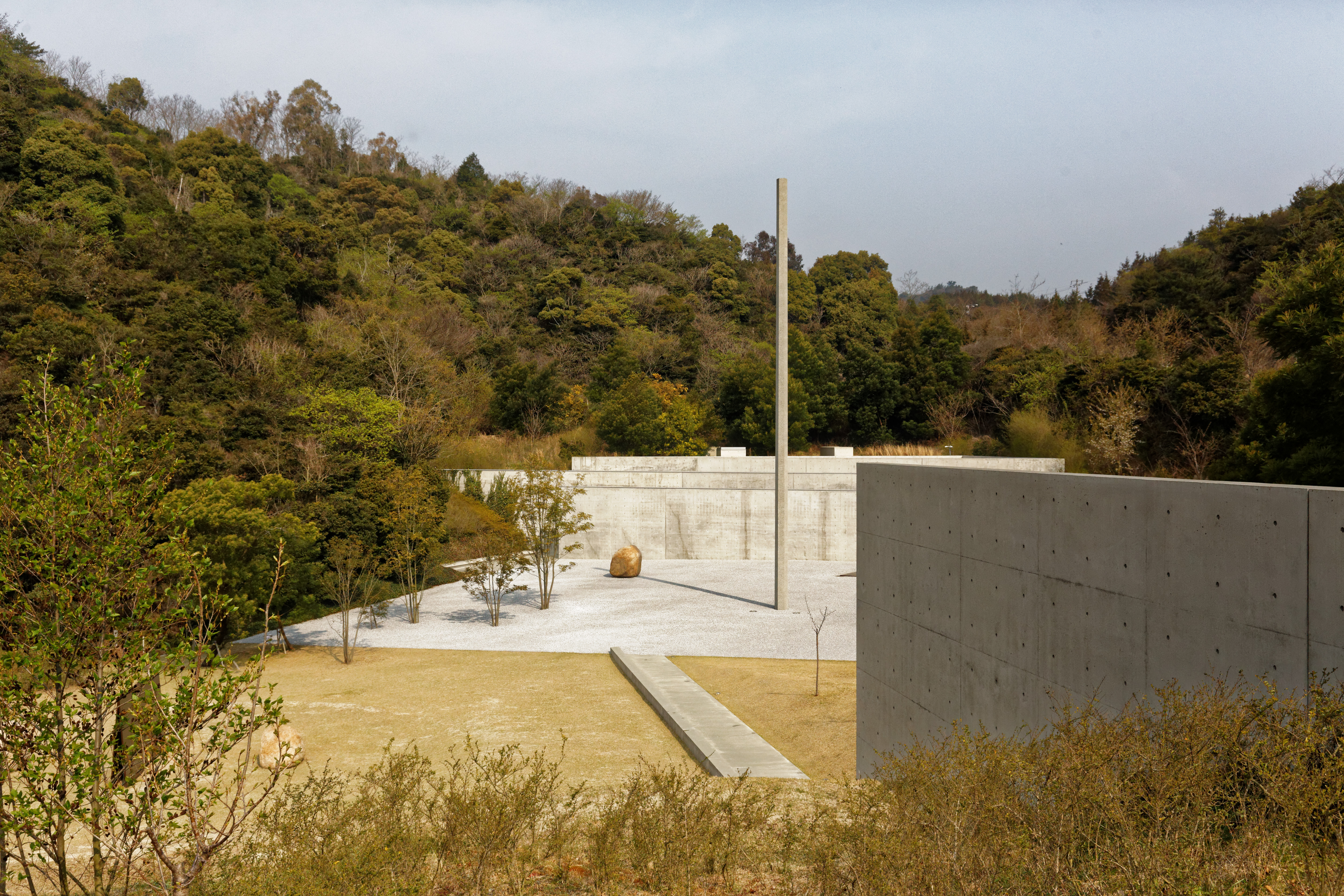
Музей Ли У Хвана на острове Наошима, Япония
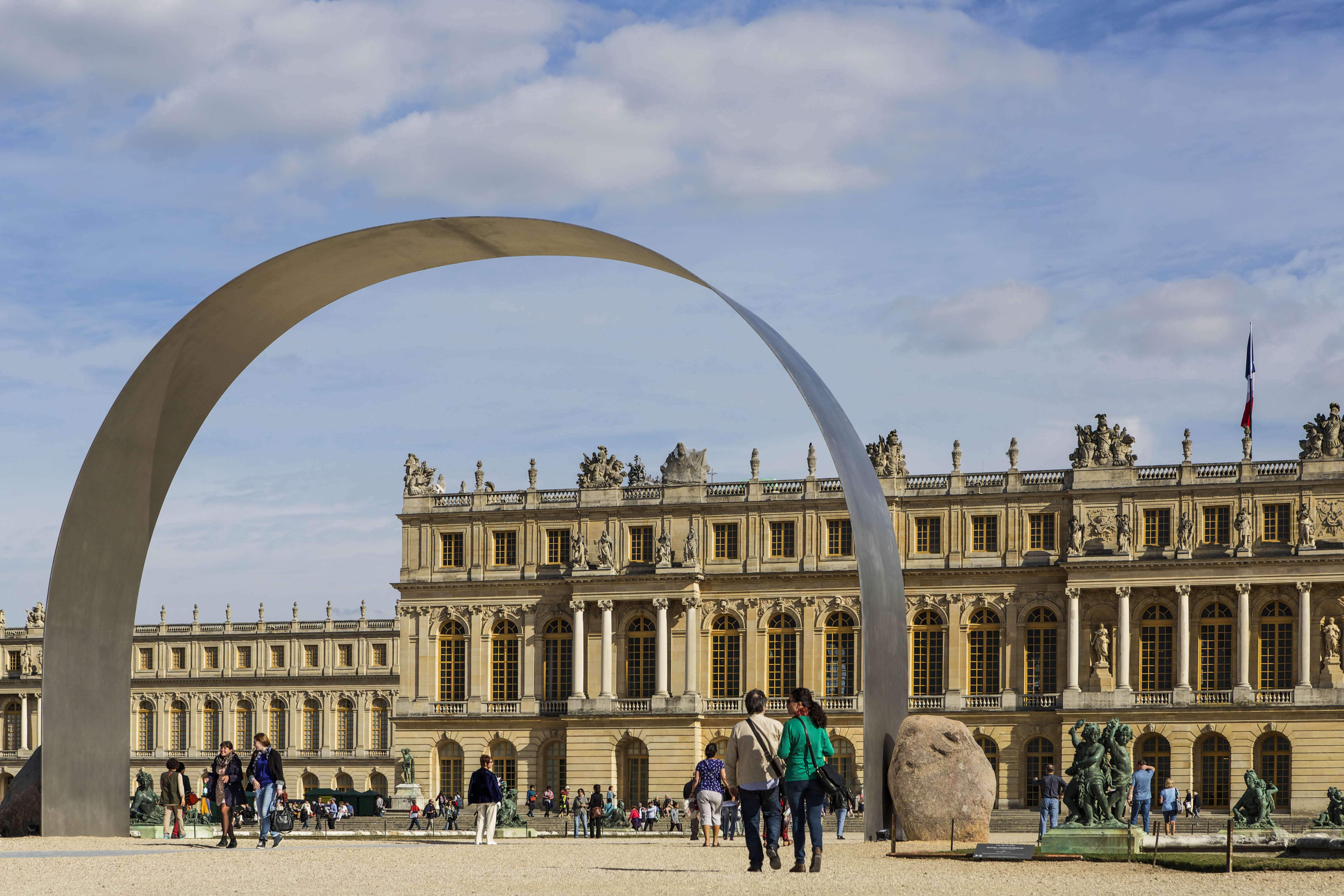
Выставка работ Ли У Хвана во дворце Версаля, 2014
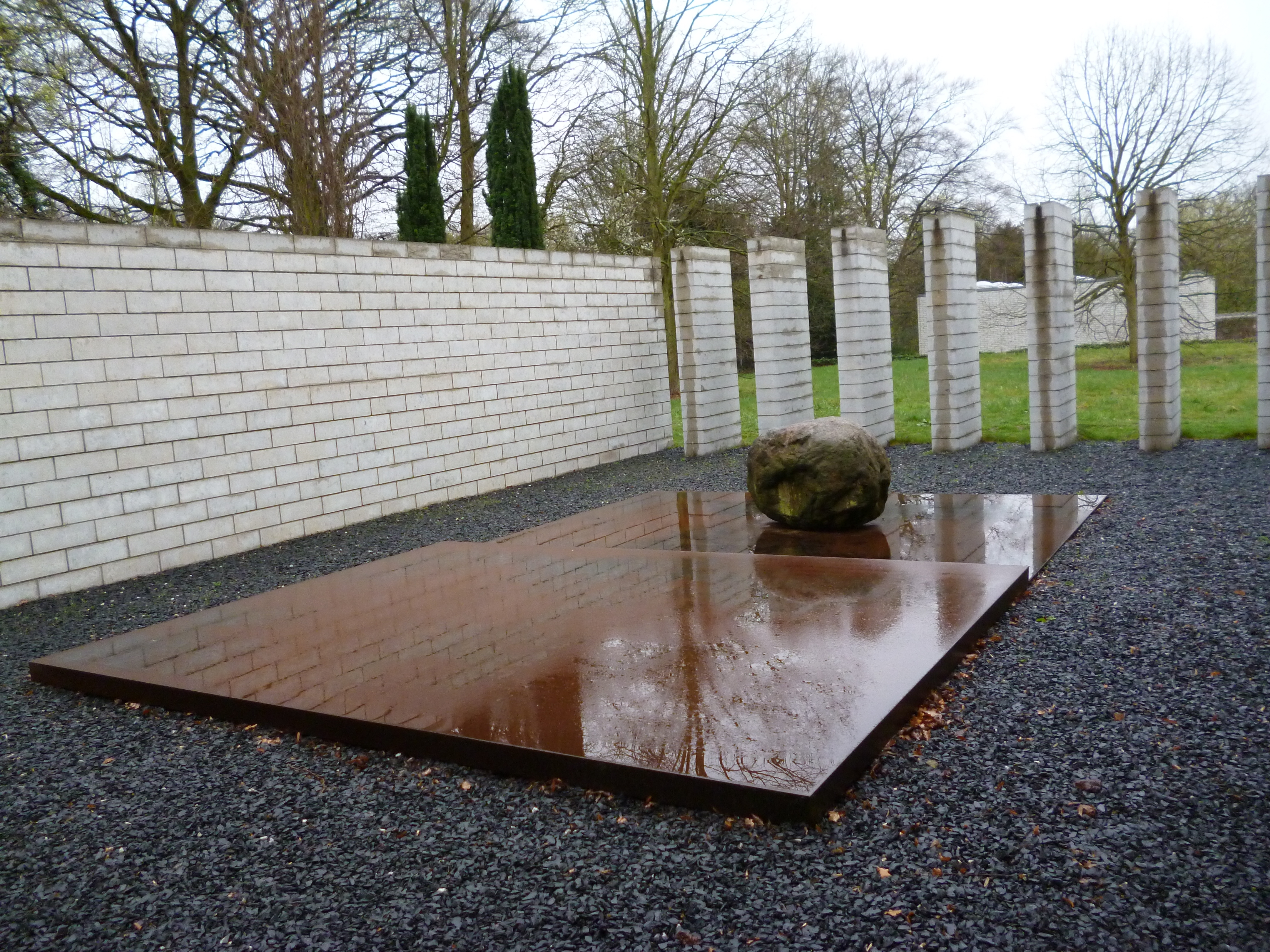
Работы художника в музее Situation Kunst в Бохуме, Германия, 2015

## Аукционные результаты
Наиболее дорогие работы художника, проданные на аукционах:
1. $2,165,000 – From Line, 1976. Аукцион Sotheby's, 11 ноября 2014.[49]
2. $1,700,000 – From Point, 1978. Аукцион Sotheby's, 16 мая 2007.[50]
3. $1,637,421 – From Point, 1979. Аукцион Christie's, 24 мая 2014.[51]
4. $1,502,000 – From Line, 1978. Аукцион Christie's, 17 мая 2023.[52]
5. $1,438,339 – Dialogue, 2020. Аукцион Christie's, 28 мая 2023.[53]